# Like I Love You
«Like I Love You» es una canción y primer sencillo del álbum debut titulado Justified del cantante estadounidense Justin Timberlake, con un golpe de hip hop dúo Clipse. Publicado el 26 de agosto de 2002, el sencillo fue producido por The Neptunes.
Alcanzó el puesto #11 en los EE. UU. (Billboard Hot 100). También alcanzó el número 2 en el Reino Unido, con el dilema manteniendo la canción fuera la parte superior planas y se mantuvo en las listas de éxitos durante 16 semanas. Los tambores de la canción eran una oda al funk era según el productor Pharrell Williams, que tuvo la música bucle. La canción recibió una nominación a los Premios Grammy de 2003 por "Mejor Colaboración Rap".

## Antecedentes y escritura
Después de ser parte del grupo pop *NSYNC, Justin Timberlake había cambiado su estilo en esta canción de R&B para tratar de atraer a un público distinto. En una entrevista con Newsround declaró: "Crecí escuchando música soul. Entre ellos Marvin Gaye, Al Green y Stevie Wonder." También comentó: "Realmente no trataba de hacer un esfuerzo para hacer música urbana, sino soy un producto de mi inspiración. Y cada vez en una generación donde tienes mucha música para escuchar, es muy inspirador."  

## Lista de canciones
- CD Maxi-sencillo (Versión Europea)

1. «Like I Love You» (Versión álbum) (Williams, Pharrell/Hugo, C./Timberlake, Justin) — 4:47
2. «Like I Love You» (Instrumental) (Williams, Pharrell/Hugo, C./Timberlake, Justin) — 4:47
3. «Like I Love You» (Extended Club Mix) (Williams, Pharrell/Hugo, C./Timberlake, Justin) — 5:37

- CD de Remixes (Versión Británica)

1. «Like I Love You» (Versión álbum) (Williams, Pharrell/Hugo, C./Timberlake, Justin) — 4:46
2. «Like I Love You» (Instrumental) (Williams, Pharrell/Hugo, C./Timberlake, Justin) — 4:46
3. «Like I Love You» (Extended Club Mix I) (Williams, Pharrell/Hugo, C./Timberlake, Justin) — 5:39
4. «Like I Love You» (Extended Club Mix II) (Williams, Pharrell/Hugo, C./Timberlake, Justin) — 7:08

## Posicionamientos en lista
| Lista (2002–2003)                                                     | Máxima posición |
| --------------------------------------------------------------------- | --------------- |
| Alemania (Offizielle Deutsche Charts)                                 | 16              |
| Australia (ARIA)                                                      | 8               |
| Australia (ARIA Urban Singles)                                        | 3               |
| Austria (Ö3 Austria Top 40)                                           | 29              |
| Bélgica (Flandes) (Ultratop 50)                                       | 6               |
| Bélgica (Valonia) (Ultratop 50)                                       | 27              |
| Dinamarca (Tracklisten)                                               | 4               |
| Escocia (Scottish Singles Sales Chart)                                | 5               |
| España (Top 100 Canciones)                                            | 20              |
| Estados Unidos (Billboard Hot 100)                                    | 11              |
| Estados Unidos (Hot Dance Club Songs) Deep Dish & Basement Jaxx Mixes | 1               |
| Estados Unidos (Dance Singles Sales) Deep Dish & Basement Jaxx Mixes  | 3               |
| Estados Unidos (Hot R&B/Hip-Hop Songs)                                | 53              |
| Estados Unidos (Mainstream Top 40)                                    | 4               |
| Estados Unidos (Rhythmic)                                             | 17              |
| Hungría (Rádiós Top 40)                                               | 36              |
| Hungría (Single Top 40)                                               | 20              |
| Irlanda (IRMA)                                                        | 5               |
| Italia (FIMI)                                                         | 17              |
| Nueva Zelanda (Recorded Music NZ)                                     | 6               |
| Noruega (VG-lista)                                                    | 10              |
| Países Bajos (Dutch Top 40)                                           | 5               |
| Países Bajos (Mega Single Top 100)                                    | 5               |
| Reino Unido (UK Singles Chart)                                        | 2               |
| Reino Unido (UK Indie Chart)                                          | 1               |
| Reino Unido (UK R&B Chart)                                            | 2               |
| Suecia (Sverigetopplistan)                                            | 14              |
| Suiza (Schweizer Hitparade)                                           | 14 2018}}       |